# Tony Horne
Antonio Tremaine Horne (21 de marzo de 1976) es un jugador profesional de fútbol en la National Football League (NFL). Jugó las temporadas 1998, 1999, and 2000  con los St. Louis Rams, donde era principalmente utilizado como receptor y devolvedor de kickoffs. En 1998, terminó su secta en la NFL con 1306 yardas en patadas de retorno, sumando 892 yardas en 1999, y 1379 en 11 juegos en 2000, cuando nuevamente terminó sexto en la liga. Horne works as a strength and speed coach at D1 Sports Training in Greenville. Asistió a la preparatoria Richmond en Rockingham, North Carolina, donde fue mariscal de campo y receptor en la universidad en la Clemson University. En 2001 firmó como agente libre con los Kansas City Chiefs antes de sufrir un lesión durante la pretemporada. Esto terminó con su carrera profesional. 